# مارتشوبة (برزاوند)
مارتشوبة (بالفارسية: مارچوبه) هي منطقة سكنية تقع في إيران في أصفهان. يقدر عدد سكانها بـ 155 نسمة .